# Giovanni Dondi dell'Orologio
Giovanni Dondi dell'Orologio (Chioggia, ca. 1330 – Abbiategrasso, 19 oktober 1388), ook bekend als Giovanni de' Dondi, was een Italiaans arts, astronoom en werktuigkundige uit Padua. Hij is vooral bekend van het Astrarium dat hij heeft ontworpen, dat een astronomische klok en planetarium was.

## Biografie
Giovanni Dondi werd geboren als de tweede zoon van Jacopo Dondi dell'Orologio en Zaccarota Centrago. Zijn vader was eveneens een arts en astronoom en zijn zoon deelde diens interesse in astronomie en klokkenbouw.
Dondi doceerde medicijnen aan de Universiteit van Padua, Pavia en kortstondig ook in Florence. Hij behandelde vele patiënten, waaronder Francesco Petrarca en hij was voor enige tijd verbonden als arts aan het hof van Gian Galeazzo Visconti bij wie hij ook diende als hofastroloog. Hij diende tot aan zijn dood als wetenschapper en als diplomaat. Dondi ligt begraven in de Basiliek van Sant'Eustorgio in Milaan.

## Wetenschappelijke verhandelingen
Daarnaast schreef Dondi ook twee wetenschappelijke werken over natuurfilosofie. Zo schreef hij De fontibus calidis agri patavini consideratio waarin hij met een nieuwe verklaring kwam voor de hitte in natuurlijke kuuroorden van de regio. Dondi redeneerde dat die waarschijnlijk voortkwam uit de nabijheid van een ondergrondse warmtebron zoals die gevonden wordt in vulkanen, in plaats van de aanwezigheid van ondergrondse zwavelafzettingen. Het tweede werk wat hij schreef was de Tractatus astrarii, waarin hij de werking en de betekenis van zijn astrarium in uiteenzette.

## Astrarium

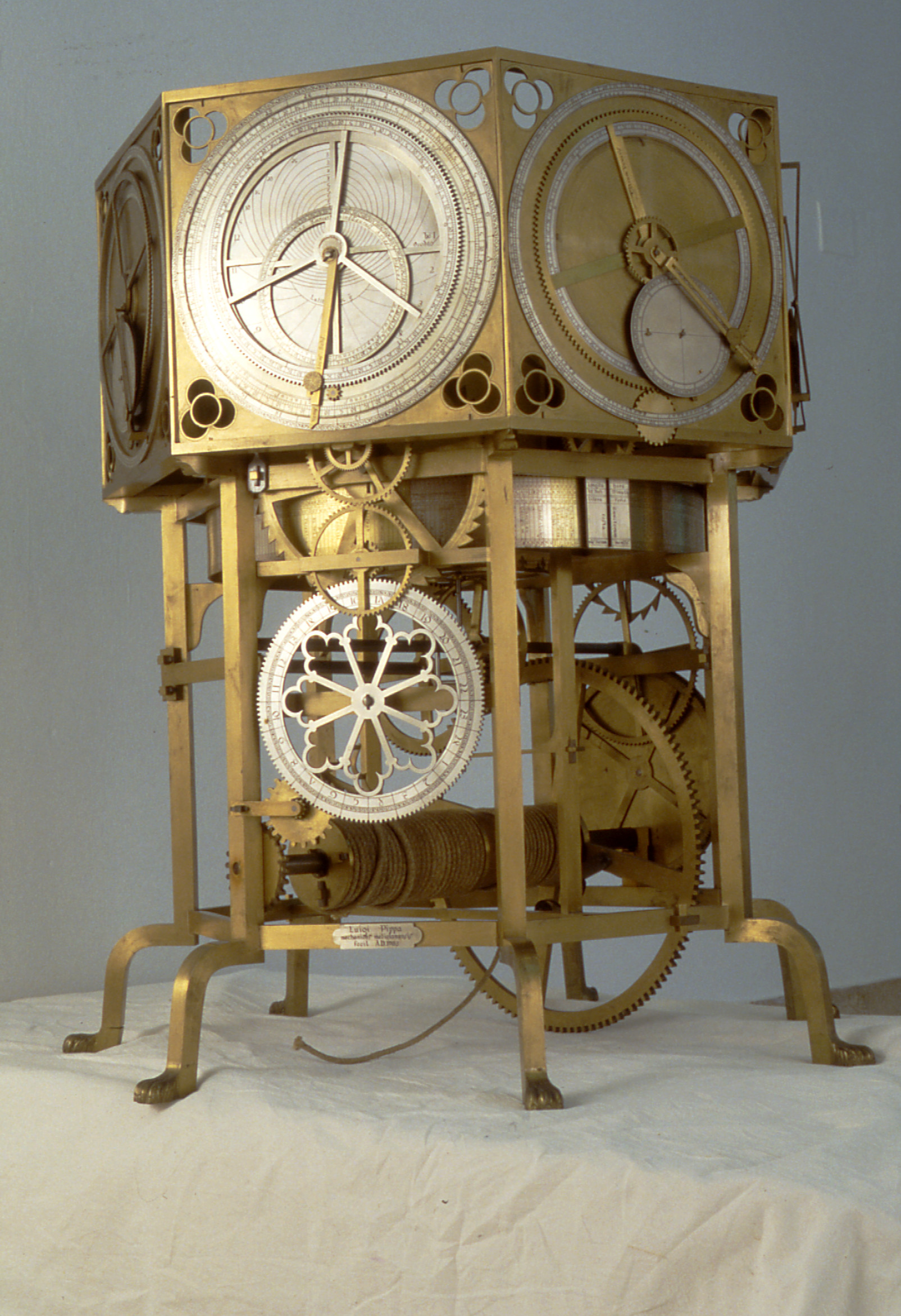
Moderne reconstructie van het astrarium van Giovanni Dondi in het Museo Nazionale Scienza e Tecnologia Leonardo da Vinci, Milaan.

Tussen 1365 en circa 1380 werkte Dondi aan zijn astrarium en dit werk wordt gezien als een van de beroemdste wetenschappelijke prestaties uit het Italië van de renaissance. Dit specifiek ontworpen klokwerk gaf niet alleen nauwkeurig het tijdstip van de dag aan en de feesten van de christelijke kalender, maar het gaf ook de posities aan van elk van de planeten in de dierenriem.
Het instrument diende zowel praktische als theoretische doeleinden. Aan de ene kant vergemakkelijkte het het opstellen van horoscopen, omdat het de gebruiker in staat stelde de posities van planeten te bepalen zonder wat Dondi "vervelende berekeningen" noemde. Aan de andere kant bewezen deze berekeningen dat deze modellen niet noodzakelijkerwijs slechts geometrische hypothesen waren, maar ook konden corresponderen met de fysieke werkelijkheid. Dit laatste was een onderwerp waarover al lange tijd een discussie bestond onder middeleeuwse astronomen.